# Xylolocha schunckearia
Xylolocha schunckearia là một loài bướm đêm trong họ Geometridae.